# Lago Buchanan (Texas)
Il lago Buchanan è un lago artificiale formatosi dalla costruzione dello sbarramento Buchanan sul basso corso del fiume Colorado del Texas per fornire acqua ed energia elettrica all'economia della regione. La diga, che misura 3,2 km di lunghezza, è stata completata nel 1939. Il lago Buchanan è il maggior bacino artificiale del Texas, e si estende nelle contee di Llano e Burnet e si trova a ovest della città di Burnet. È stato così chiamato in onore di James P. Buchanan (1867-1937).